# Lijst van Nederlandse deelnemers aan de Olympische Zomerspelen van 1928
Dit is een lijst van Nederlandse deelnemers aan de Zomerspelen van 1928 in Amsterdam.
| Olympiër                                     | Sport            | Onderdeel | Ervaring  |
| -------------------------------------------- | ---------------- | --- | --------- |
| Adriana Johanna Jacoba Admiraal-Meijerink    | schermen         | floret individueel | 2e Spelen |
| Lies Aengenendt                              | atletiek         | 100 m 4 × 100 m estafette | debutant  |
| Stella Agsteribbe                            | turnen           | team | debutant  |
| Jan Geert Ankerman                           | hockey           | team | debutant  |
| Dave Baan                                    | boksen           | lichtgewicht | debutant  |
| Simon Jakob Balkema                          | worstelen        | middengewicht A (< 75 kg) | debutant  |
| Piet Bannenberg                              | zwemmen          | 4 × 200 m vrije slag | debutant  |
| Marie Baron                                  | zwemmen          | torenspringen 200 m schoolslag | 2e Spelen |
| Truus Baumeister                             | zwemmen          | 400 m vrije slag 4 × 100 m vrije slag                                                                                                   | debutant  |
| Teun Beijnen                                 | roeien           | acht | 2e Spelen |
| Dolf Benz                                    | atletiek         | 100 m | debutant  |
| Mien van den Berg                            | turnen           | team | debutant  |
| Rinus van den Berge                          | atletiek         | 100 m 200 m 400 m 4 × 400 m estafette                                                                                                   | 2e Spelen |
| Tjapko van Bergen                            | roeien           | twee met stuurman | debutant  |
| Jan Blankers                                 | atletiek         | hink-stap-springen | debutant  |
| Cornelis Franciscus Johannes Blommers        | boksen           | weltergewicht | debutant  |
| Hannes de Boer                               | atletiek         | verspringen | 2e Spelen |
| Jo de Boer                                   | schermen         | floret individueel | 2e Spelen |
| Simon Bon                                    | roeien           | vier zonder stuurman | 2e Spelen |
| Jaap Boot                                    | atletiek         | 100 m | 2e Spelen |
| Klaas Boot                                   | turnen           | individueel herenteam | debutant  |
| Alie van den Bos                             | turnen           | team | debutant  |
| Gerard Bosch van Drakestein                  | wielersport      | 1 km tijdrit | 3e Spelen |
| Piet van Boxtel                              | voetbal          | team | debutant  |
| Jan Brand                                    | hockey           | team | debutant  |
| Karel John van den Brandeler                 | schermen         | degen team | 2e Spelen |
| Janus Braspennincx                           | wielersport      | 4 km ploegachtervolging wegwedstrijd landenwedstrijd                                                                                    | debutant  |
| Rie Briejer                                  | atletiek         | 100 m 4 × 100 m estafette | debutant  |
| Ben Bril                                     | boksen           | vlieggewicht | debutant  |
| Johannes Harmen Brink                        | zwemmen          | 4 × 200 m vrije slag | debutant  |
| Jan Britstra                                 | atletiek         | 110 m horden | debutant  |
| Harry Broos                                  | atletiek         | 200 m 400 m 4 × 400 m estafette | 2e Spelen |
| Wouter Brouwer                               | schermen         | floret team | 3e Spelen |
| Leen Buis                                    | wielersport      | wegwedstrijd landenwedstrijd | debutant  |
| IJke Buisma                                  | atletiek         | hoogspringen | debutant  |
| Wout Buitenweg                               | voetbal          | team | debutant  |
| Frits Bührman                                | atletiek         | hoogspringen | debutant  |
| Petronella Burgerhof                         | turnen           | team | debutant  |
| Antonius Theodorus Colenbrander              | paardensport     | hinderniswedstrijd individueel | 2e Spelen |
| Cornelis Hendrik Compter                     | gewichtheffen    | vedergewicht | debutant  |
| Han Cox                                      | roeien           | dubbeltwee | debutant  |
| Pieter van Dam                               | turnen           | individueel team | debutant  |
| Emanuel Davidson                             | zwemmen          | torenspringen | debutant  |
| Bets Dekens                                  | atletiek         | discuswerpen | debutant  |
| Harry Dénis                                  | voetbal          | team | 3e Spelen |
| Daan van Dijk                                | wielersport      | tandem | debutant  |
| Guus van Ditzhuyzen                          | roeien           | acht | debutant  |
| Lambertus Doedes                             | zeilen           | 8m klasse | debutant  |
| Ansco Dokkum                                 | roeien           | vier zonder stuurman | debutant  |
| Willem Driebergen                            | schermen         | degen individueel degen team | debutant  |
| Mien Duchateau                               | atletiek         | 800 m | debutant  |
| Ben Duijker                                  | wielersport      | wegwedstrijd landenwedstrijd | debutant  |
| Maarten van Dulm                             | schermen         | sabel team | 2e Spelen |
| Emile Duson                                  | hockey           | team | debutant  |
| Cornelis Dusseldorp                          | roeien           | twee met stuurman | debutant  |
| Wim Effern                                   | atletiek         | 1500 m | debutant  |
| Gerrit Eijsker                               | atletiek         | discuswerpen | debutant  |
| Cornelis Wilhelmus Ekkart                    | schermen         | sabel team | 2e Spelen |
| Jan Elfring                                  | voetbal          | team | debutant  |
| Henk van Essen                               | zwemmen          | 100 m vrije slag 4 × 200 m vrije slag                                                                                                   | debutant  |
| Daan Ferman                                  | roeien           | acht | debutant  |
| Hans Fokker                                  | zeilen           | 6m klasse | debutant  |
| Bertus Freese                                | voetbal          | team | debutant  |
| Cor van Gelder                               | zwemmen          | 200 m schoolslag | debutant  |
| Pieter Gerbrands                             | atletiek         | 5000 m | debutant  |
| Leo Ghering                                  | voetbal          | team | debutant  |
| Lien Gisolf                                  | atletiek         | hoogspringen | debutant  |
| Louis Gompers                                | schoonspringen   | schoonspringen 3m plank | debutant  |
| Jeanne Grendel                               | zwemmen          | 100 m rugslag | debutant  |
| Bram Groeneweg                               | atletiek         | marathon | debutant  |
| Nettie Grooss                                | atletiek         | 100 m 4 × 100 m estafette | debutant  |
| Bert Gunther                                 | roeien           | skiff | debutant  |
| Hendrik Gerrit Hagens                        | schermen         | Sabel team | debutant  |
| Puck van Heel                                | voetbal          | team | debutant  |
| Johan Hendricus Heijm                        | worstelen        | middengewicht B (< 82,5 kg) | debutant  |
| Frédéric Charles du Hen                      | atletiek         | 1500 m | debutant  |
| Wim Hennings                                 | atletiek         | 100 m | debutant  |
| Catharina Hesterman                          | schoonspringen   | schoonspringen 3m plank | debutant  |
| Gerard Willem le Heux                        | paardensport     | dressuur individueel dressuur team | debutant  |
| Andries Hoogerwerf                           | atletiek         | 400 m 800 m 4 × 400 m estafette | debutant  |
| Johannes Cornelis van Hoolwerff              | zeilen           | 8m klasse | debutant  |
| Bets ter Horst                               | atletiek         | 100 m 4 × 100 m estafette | debutant  |
| Piet van der Horst sr.                       | wielersport      | 4 km ploegachtervolging | debutant  |
| Jan Huges                                    | roeien           | acht | debutant  |
| Carl Huisken                                 | zeilen           | 6m klasse | debutant  |
| Mozes Jacobs                                 | turnen           | individueel team | debutant  |
| Tjallie James                                | roeien           | acht | debutant  |
| Gerrit Jannink                               | hockey           | team | debutant  |
| Arie de Jong                                 | schermen         | degen individueel degen team sabel individueel sabel team                                                                               | 5e Spelen |
| Duris de Jong                                | schermen         | floret team | debutant  |
| Arie Kaan                                    | atletiek         | 110 m horden | debutant  |
| Henk Kamerbeek                               | atletiek         | kogelslingeren | 2e Spelen |
| Joop Kamstra                                 | atletiek         | hoogspringen | debutant  |
| Adriaan Katte                                | hockey           | team | debutant  |
| Hendrik Kersken                              | zeilen           | 8m klasse | debutant  |
| Arie Klaase                                  | atletiek         | 5000 m | debutant  |
| Truus Klapwijk                               | schoonspringen   | schoonspringen 3m plank torenspringen                                                                                                   | 2e Spelen |
| Bep van Klaveren                             | boksen           | vedergewicht | debutant  |
| Jaap Knol                                    | atletiek         | speerwerpen | debutant  |
| Friederike Wilhelmine Eberhardine Koderitsch | schermen         | floret individueel | debutant  |
| Dolf van Kol                                 | voetbal          | team | debutant  |
| August Kop                                   | hockey           | team | debutant  |
| Leen Korpershoek                             | zwemmen          | 200 m schoolslag | debutant  |
| Gerard de Kruijff                            | paardensport     | samengestelde ruiterwedstrijd individueel samengestelde ruiterwedstrijd met team hinderniswedstrijd individueel hinderniswedstrijd team | 2e Spelen |
| Henri Eli Kruyt                              | roeien           | acht | debutant  |
| Paul Kunze                                   | schermen         | floret individueel floret team | 2e Spelen |
| Frans Kuyper                                 | waterpolo        | team | debutant  |
| Leonard Kuypers                              | schermen         | degen team | debutant  |
| Antonius Kuys                                | wielersport      | wegwedstrijd | debutant  |
| Koos Köhler                                  | waterpolo        | team | debutant  |
| Sjaak Köhler                                 | waterpolo        | team | 2e Spelen |
| Alfred Labouchere                            | schermen         | degen team | 2e Spelen |
| Charles Henri Labouchere                     | paardensport     | hinderniswedstrijd individueel hinderniswedstrijd team                                                                                  | debutant  |
| Gijs Lamoree                                 | atletiek         | hink-stap-springen verspringen | debutant  |
| Henri Landheer                               | atletiek         | marathon | debutant  |
| Bernard Leene                                | wielersport      | tandem | debutant  |
| Pleun van Leenen                             | atletiek         | marathon | debutant  |
| Cornelis Leenheer                            | waterpolo        | team | debutant  |
| Alie van Leeuwen                             | schoonspringen   | schoonspringen 3m plank torenspringen                                                                                                   | debutant  |
| Arie van Leeuwen                             | atletiek         | 110 m horden | debutant  |
| Joop van der Leij                            | atletiek         | speerwerpen | debutant  |
| Elka de Levie                                | turnen           | team | debutant  |
| Hugo Georg Licher                            | turnen           | individueel team | debutant  |
| Henk Lotgering                               | schoonspringen   | schoonspringen 3m plank torenspringen                                                                                                   | 2e Spelen |
| Johannes Lambertus van Maaren                | worstelen        | bantamgewicht (tot 58 kg) | 3e Spelen |
| Jan Maas                                     | wielersport      | 4 km ploegachtervolging | 2e Spelen |
| Paul Maasland                                | roeien           | vier zonder stuurman | 2e Spelen |
| Sjaan Mallon                                 | atletiek         | 800 m | debutant  |
| Dick de Man                                  | zwemmen          | 1500 m | debutant  |
| Walter Bruno Massop                          | worstelen        | lichtgewicht tot 67,5 kg | debutant  |
| Pierre Massy                                 | voetbal          | team | debutant  |
| Antoine Mazairac                             | wielersport      | 1 km sprint | debutant  |
| Elias Melkman                                | turnen           | individueel allround team | debutant  |
| Gejus van der Meulen                         | voetbal          | team | 2e Spelen |
| Lena Michaëlis                               | atletiek         | discuswerpen | debutant  |
| Pieter Mijer                                 | schermen         | degen individueel | debutant  |
| Karel Miljon                                 | boksen           | zwaar middengewicht | 2e Spelen |
| Frans Mosman                                 | schermen         | floret individueel floret team | debutant  |
| Steef van Musscher                           | atletiek         | hink-stap-springen | debutant  |
| Nicolaas Johannes Nederpeld                  | schermen         | floret individueel floret team | 2e Spelen |
| Jan Nolten jr.                               | worstelen        | vedergewicht (<62 kg) | debutant  |
| Aat van Noort                                | atletiek         | 800 m | debutant  |
| Greet van Norden                             | zwemmen          | 200 m schoolslag | debutant  |
| Lea Nordheim                                 | turnen           | team | debutant  |
| Sam Olij                                     | boksen           | zwaargewicht | debutant  |
| Abraham van Olst                             | waterpolo        | team | debutant  |
| Appel Ooiman                                 | roeien           | acht | debutant  |
| Charles Pahud de Mortanges                   | paardensport     | samengestelde ruiterwedstrijd individueel samengestelde ruiterwedstrijd team                                                            | 2e Spelen |
| Tjeerd Pasma                                 | moderne vijfkamp | heren | debutant  |
| Adje Paulen                                  | atletiek         | 400 m 800 m 4 × 400 m estafette | 3e Spelen |
| Wim Peters                                   | atletiek         | hink-stap-springen | 2e Spelen |
| Zus Philipsen-Braun                          | zwemmen          | 400 m vrije slag 100 m rugslag 4 × 100 m vrije slag                                                                                     | debutant  |
| Constant Pieterse                            | roeien           | dubbeltwee | 2e Spelen |
| Jan Pijnenburg                               | wielersport      | 4 km ploegachtervolging | debutant  |
| Hans Pluijgers                               | zeilen           | 6m klasse | debutant  |
| Ans Polak                                    | turnen           | team | debutant  |
| Gerrit Postma                                | atletiek         | discuswerpen | debutant  |
| Willibrordus Bernardus Pouw                  | turnen           | individueel team | debutant  |
| Nel van Randwijk                             | turnen           | team | debutant  |
| Jan Hermannus van Reede                      | paardensport     | dressuur individueel dressuur team | 2e Spelen |
| Willem Johannes van Rhijn                    | Moderne vijfkamp | heren | debutant  |
| Gerrit Roos                                  | gewichtheffen    | lichtgewicht | debutant  |
| Paul van de Rovaart                          | hockey           | team | debutant  |
| Riek van Rumt                                | turnen           | team | debutant  |
| Guus Scheffer                                | gewichtheffen    | middengewicht | 2e Spelen |
| Otto Schiff                                  | schermen         | floret team | debutant  |
| Jan Scholte                                  | waterpolo        | team | debutant  |
| Wim Schouten                                 | zeilen           | 6m klasse | debutant  |
| Koos Schouwenaar                             | roeien           | acht | debutant  |
| Han van Senus                                | waterpolo        | team | 2e Spelen |
| Jean van Silfhout                            | waterpolo        | team | 3e Spelen |
| Jacob Simonis                                | worstelen        | zwaargewicht (boven 82,5 kg) | debutant  |
| Eva Smits                                    | zwemmen          | 4 × 100 m vrije slag | debutant  |
| Hendrik Smits                                | roeien           | twee met stuurman | debutant  |
| Lau Spel                                     | atletiek         | 110 m horden | 2e Spelen |
| Teun Sprong                                  | atletiek         | marathon | 2e Spelen |
| Cornelis van Staveren                        | zeilen           | 8m klasse | debutant  |
| Willem Frederik van der Steen                | atletiek         | marathon | debutant  |
| Co Stelma                                    | turnen           | team | debutant  |
| Jaap Stenger                                 | roeien           | acht | debutant  |
| Hein van Suylekom                            | roeien           | twee zonder stuurman | debutant  |
| Cor Tabak                                    | gewichtheffen    | lichtgewicht | debutant  |
| Henri Thesingh                               | atletiek         | hoogspringen | debutant  |
| Willem Tholen                                | gewichtheffen    | halfzwaargewicht | debutant  |
| Christiaan Tonnet                            | moderne vijfkamp | heren | 2e Spelen |
| Ab Tresling                                  | hockey           | team | debutant  |
| Robert van der Veen                          | hockey           | team | debutant  |
| Annie van der Vegt                           | turnen           | team | debutant  |
| Minus Verheijen                              | gewichtheffen    | zwaargewicht | debutant  |
| Hendrik Verheijen                            | gewichtheffen    | zwaargewicht | debutant  |
| Jan Verheijen                                | gewichtheffen    | halfzwaargewicht | 2e Spelen |
| Joop Vermeulen                               | atletiek         | marathon | debutant  |
| Roeffie Vermeulen                            | zeilen           | 6m klasse | debutant  |
| Pierre Marie Robert Versteegh                | paardensport     | dressuur individueel dressuur team | debutant  |
| Rie Vierdag                                  | zwemmen          | 100 m vrije slag 4 × 100 m vrije slag                                                                                                   | 2e Spelen |
| Jacobus Ferdinand van der Vinden             | turnen           | individueel allround team | debutant  |
| Haas Visser 't Hooft                         | hockey           | team | debutant  |
| Gerrit van Voorst                            | zwemmen          | 4 × 200 m vrije slag | debutant  |
| Dolf van der Voort van Zijp                  | paardensport     | samengestelde ruiterwedstrijd individueel samengestelde ruiterwedstrijd team                                                            | 2e Spelen |
| Gerard de Vries Lentsch                      | zeilen           | 8m klasse | debutant  |
| Willem de Vries Lentsch sr.                  | zeilen           | 12 voets jollen | debutant  |
| Rein de Waal                                 | hockey           | team | debutant  |
| Egbertus Waller                              | roeien           | vier zonder stuurman | 2e Spelen |
| Carel van Wankum                             | roeien           | twee zonder stuurman | debutant  |
| Jaap Weber                                   | voetbal          | team | debutant  |
| Toon van Welsenes                            | atletiek         | verspringen | debutant  |
| Jan van der Wiel                             | schermen         | sabel individueel sabel team | 3e Spelen |
| Henri Wijnoldy-Daniëls                       | schermen         | degen team sabel team sabel individueel                                                                                                 | 3e Spelen |
| Israel Wijnschenk                            | turnen           | individueel team | debutant  |
| Maarten de Wit                               | zeilen           | 8m klasse | debutant  |
| Nol Wolf                                     | atletiek         | 5000 m | debutant  |
| Henk de Wolf                                 | gewichtheffen    | vedergewicht | debutant  |
| Joop Zalm                                    | gewichtheffen    | middengewicht | debutant  |
| Kees van der Zee                             | atletiek         | polsstokhoogspringen | debutant  |
| Guus Zeegers                                 | atletiek         | 800 m 1500 m | debutant  |
| Jan Zeegers                                  | atletiek         | 1500 m | 2e Spelen |